# Kudri Kotgi, Yelbarga
Kudri Kotgi là một làng thuộc tehsil Yelbarga, huyện Koppal, bang Karnataka, Ấn Độ.